# ناكانو تاكيكو
ناكانو تاكيكو (باليابانية:中野 竹子، الروماجي:Nakano Takeko)، محاربة يابانية من محاربي منطقة أيزو حاربت وقتلت في حرب بوشين.

## تاريخياً
ولدت ناكانو تاكيكو في إيدو (طوكيو حالياً) وهي الابنة الكبرى لمسؤول منطقة أيزوناكانو هيناي وزوجته كوكو، تدربت بشكل تدريجي على فنون القتال وادب التعامل، عرفت بالذكاء منذ صغرها حتى انها كانت تحفظ قصائد "أوغورا هياكونين إيشو [الإنجليزية]" بشكل كامل دون أن تخطئ في أي شخصية من شخصياتها المئة وهي بعمر الخامسة والسادسة، تبناها مدربها ومعلمها دايسكي اكاوكا (تادايوشي) عملت معه كمدربة لفنون القتال خلال الستينات من القرن التاسع العشر ثم دخلت منطقة أيزو أول مرة عام 1868 خلال الحرب.
خلال معركة أيزو قاتلت باستخدام الناغيناتا (سلاح ياباني طويل يشبه الرمح) وتزعمت فيلق حربي نسائي متكون من 20-30 امرأة من بينهن أمها وأختها، قاتلن في المعركة بشكل مستقل غير رسمي حيث لم يسمح كبار قادة آيزو من ضمهم إلى الجيش بشكل رسمي، لكنها إنضمت إلى قوات أيزو في معركة جسر ياناغي وبعد رفض قائد القوات طلبها للإنضمام لهم هددت بأنها ستقوم بالانتحار بالهاراكيري إذا لم يسمح لهن بالانضمام، وبالفعل سمح لهن بالانضمام إلى المعركة وأخذن دور الصدارة بالهجوم على قوات جيش الامبراطورية اليابانية، لاحقاً سمي هذا الفيلق باسم (جوشي-تاي ومعناه «الوحدة النسائية»).

## الوفاة
خلال قيادتها لهجوم شبه انتحاري ضد جيش اليابان الإمبراطوري المسلح بالبنادق وجنود مقاطعة اوغاكي [الإنجليزية] أرعبت الفرقة النسائية العدو بالقوة الكبيرة التي لديهن واسقطن الكثير من رجال جيش الامبراطورية وحسب شهود العيان كانت قد قتلت 5 أو 6 جنود باستخدام الناغيناتا قبل أن تتلقى رصاصة قاتلة في صدرها وبدلاً من السماح للاعداء بالحصول على رأسها كمكافأة الانتصار بالمعركة طلبت من شقيقتها يوكو أن تقطع رأسها حال موتها ثم تدفنه في مكان آخر، وفعلاً قامت شقيقتها بدفن رأسها في معبد هوكاي (حالياً: ايزوبانغي [الإنجليزية] ضمن فوكوشيما) تحت شجرة صنوبر وكان عمرها عند موتها 21 عام.

## تكريم
تم إنشاء نصب تذكاري لها وتمثال قرب قبرها في معبد هوكاي شارك في بنائه سكان من آيزو مبينهم ديوا شيغيتو [الإنجليزية] والذي أصبح لاحقاً ادميرال في البحرية الامبراطورية اليابانية.

تمثال ناكانو تاكيكو في معبد هوكاي قرب ضريحها.

نصب تذكاري لناكانو تاكيكو.